# Montigné-le-Brillant
Montigné-le-Brillant är en kommun i departementet Mayenne i regionen Pays de la Loire i nordvästra Frankrike. Kommunen ligger i kantonen Saint-Berthevin som tillhör arrondissementet Laval. År 2022 hade Montigné-le-Brillant 1 342 invånare.

## Befolkningsutveckling
Antalet invånare i kommunen Montigné-le-Brillant
| Referens: INSEE |